# 1643 Браун
1643 Браун (1643 Brown) — астероїд головного поясу, відкритий 4 вересня 1951 року.
Тіссеранів параметр щодо Юпітера — 3,443.